# Bauhinia nitida
Bauhinia nitida är en ärtväxtart som beskrevs av George Bentham. Bauhinia nitida ingår i släktet Bauhinia och familjen ärtväxter. Inga underarter finns listade i Catalogue of Life.